# Alfred-Maurice de Zayas
Alfred-Maurice de Zayas (31 de maig de 1947, l'Havana, Cuba) és un advocat dels Estats Units d'Amèrica, escriptor, historiador, expert en el camp dels drets humans.
El 23 de març de 2012, el Consell de Drets Humans de les Nacions Unides el nomenà expert independent en pro de la promoció d'un ordre internacional democràtic i equitatiu. Actualment, és professor de dret internacional a l'Escola de Diplomàcia de Ginebra, alhora que du a terme el seu mandat global com a expert independent de les Nacions Unides per a la Promoció d'un Ordre Democràtic Internacional.
De Zayas va ser copresident, amb Jacqueline Berenstein-Wavre, de l'Associació Suïssa i Internacional de Ginebra (ASIG), de 1996 a 2006. L'ASIG va dur a terme nombroses activitats de caràcter cívic, com ara les relacionades amb la integració dels funcionaris públics internacionals en la vida de la ciutat de Ginebra. També va organitzar nombroses taules rodones a la seu de les Nacions Unides i altres esdeveniments públics amb vista a promoure l'entrada de Suïssa a les Nacions Unides. És membre d'organitzacions com Amnistia Internacional o l'Associació Espanyola per al Desenvolupament del Dret Internacional dels Drets Humans (AEDIDH), entre d'altres.
Entre els guardons que ha rebut, hi figura el Premi Educador, atorgat per la Universitat de Toronto el 2011, per haver coordinat i treballat amb professors i organitzacions de la societat civil canadenca en pro de l'educació sobre el genocidi (CGE).
De Zayas ha estat professor a prestigioses universitats nord-americanes i europees, com ara arvard, Toronto o Göttingen. Actualment és professor a la Geneva School of Diplomacy, 
Arran de la crisi entre Catalunya i Espanya, en forma d'una severa repressió del govern de l'Estat espanyol vers el govern català, pel Referèndum de l'1 d'octubre de 2017 sobre una futura república catalana, de Zayas assegurà, en una entrevista a l'ACN, que els catalans tenen el dret de pronunciar-se i que és inconcebible que a Europa es reprimeixi l'exercici d'aquesta forma de llibertat d'expressió. De Zayas desenvolupà un important rol en aquesta crisi afirmant que l'ONU podria monitorar el procés, com també demanant a la Comissió Europea que fes el possible per restablir el diàleg a Espanya.